# Jean-Christophe Péraud
Jean-Christophe Péraud, né le 22 mai 1977 à Toulouse, est un coureur cycliste français. Spécialisé en VTT cross-country jusqu'en 2009, il est souvent éclipsé par son compatriote Julien Absalon, il remporte cependant le titre de champion d'Europe en 2005 devant celui-ci. Il est vice-champion olympique de cross-country aux Jeux de Pékin en 2008 et il devient champion du monde en relais la même année. 
Il commence une carrière professionnelle sur route à l'âge de 32 ans, en 2010, après avoir été champion de France amateurs sur route en 2008 et le premier amateur à remporter le titre de champion de France du contre-la-montre en 2009. Il obtient ses meilleurs résultats lors de courses par étapes. Il s'est notamment classé deuxième du Tour de France 2014.

## Biographie

### Études
Durant ses études, qu'il a toujours menées de front avec sa carrière sportive, Jean-Christophe Péraud est inscrit sur les listes de sportifs de haut niveau du ministère de la jeunesse et des sports. Il est diplômé de l'IUT Paul Sabatier de Toulouse en génie chimique en 1998, il obtient une licence puis une maîtrise en génie des procédés en 2000 et 2001 à l'université de Tarbes. Il est diplômé ingénieur de l'INSA de Lyon en 2004 en génie énergétique et environnement option génie des procédés et environnement.

### Carrière cycliste

#### Carrière VTT
Jean-Christophe Péraud devient champion d'Europe en 2005. Il remporte la médaille d'argent aux Jeux olympiques d'été de 2008, en se classant derrière un autre Français, Julien Absalon et, dans la foulée, devient champion du monde par équipe un mois plus tard.

#### Carrière sur route

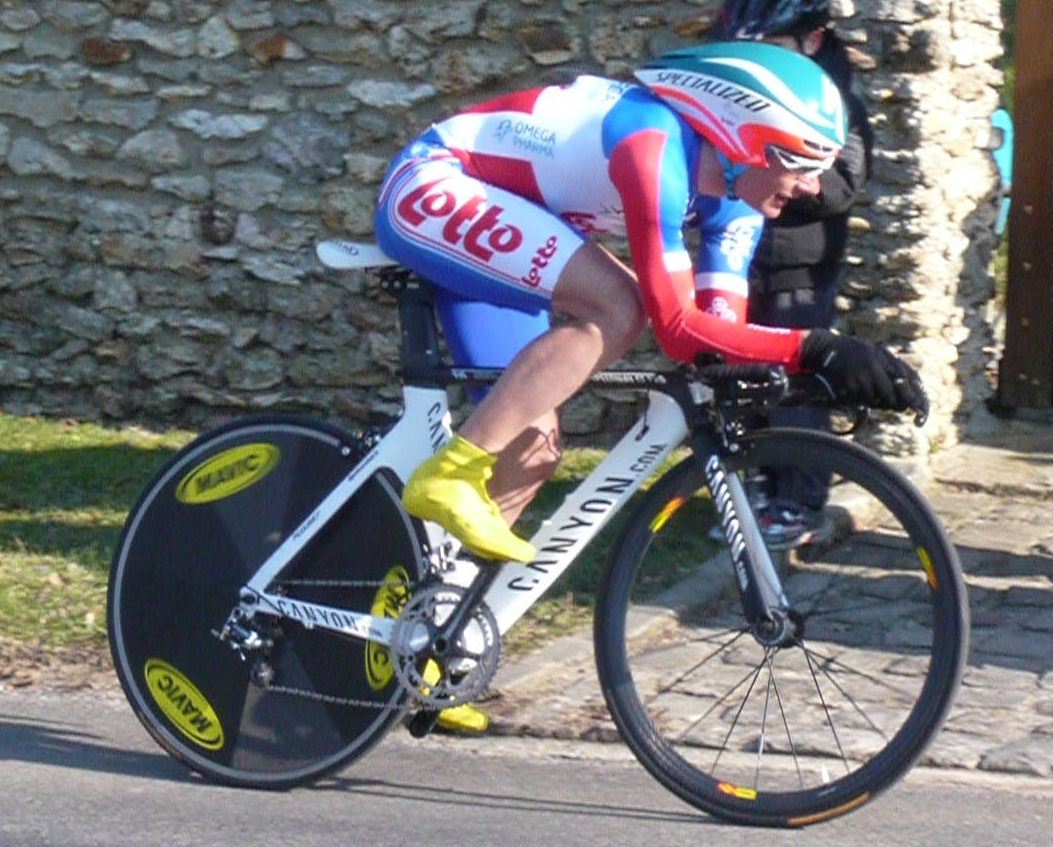
Jean-Christophe Péraud à Paris-Nice 2010.

Il a gagné le championnat de France amateur sur route en 2008. Il dispute la saison sur route avec l'équipe de Division Nationale 1 du Creusot Cyclisme.
Le 25 juin 2009, il surprend en remportant le championnat de France élite du contre-la-montre, devant Sylvain Chavanel, triple champion de la discipline,. Il devient le premier amateur à glaner ce titre.
Il devient professionnel sur route en signant dans l'équipe belge Omega Pharma-Lotto pour les saisons 2010 et 2011. Il quitte par conséquent le poste d'ingénieur chez Areva qu'il occupait depuis 2005 grâce à une disponibilité accordée par son employeur.
En 2010, il s'illustre dans Paris-Nice en terminant huitième du classement général. Début avril, il prend la quatrième place du Tour du Pays basque après disqualification d'Alejandro Valverde et malgré une chute dans le contre-la-montre final. Il chute ensuite à deux reprises lors du Critérium du Dauphiné. Malgré ses bons résultats, il ne participe pas au Tour de France en raison d'une septicémie,.
Il signe pour la saison 2011 dans l'équipe française AG2R La Mondiale. Début février, il termine deuxième du Tour méditerranéen derrière David Moncoutié, après avoir pris la deuxième place de la dernière étape qui arrivait au Mont Faron. Il obtient ensuite deux sixièmes places lors de Paris-Nice puis sur le Critérium international. En juin, il termine septième du classement général du Critérium du Dauphiné. Le 24 juillet 2011, il finit neuvième du classement général du Tour de France,.
Le 13 juillet 2012, il passe près de remporter une étape du Tour de France, mais doit s'incliner au sprint contre David Millar à Annonay.
À plus de 35 ans, il remporte, au début de la saison cycliste 2013, sa première victoire depuis son passage dans les rangs professionnels en 2010, en s'imposant en solitaire au sommet du mont Faron, à l'occasion d'une étape du Tour méditerranéen. Le lendemain, Péraud termine deuxième du classement final, dans la même seconde que le vainqueur, Thomas Lövkvist. Trois semaines plus tard, il se hisse à la troisième place du Paris-Nice derrière Richie Porte et Andrew Talansky. À trente-cinq ans, c'est son premier podium sur une épreuve à étapes du World Tour. Lors du Tour de France, il abandonne lors du contre-la-montre Embrun-Chorges. Neuvième du classement après la seizième étape, il chute lors de la reconnaissance de cette dix-septième étape et est victime d'un trait de fracture de la clavicule droite. Il chute à nouveau l'après-midi à deux kilomètres de l'arrivée et est contraint à l'abandon.
Jean-Christophe Péraud aborde 2014 en ayant pour premiers objectifs le Tour méditerranéen puis Tirreno-Adriatico. Il termine comme en 2013 deuxième du Tour méditerranéen en s'imposant au Mont Faron. Sur Tirreno-Adriatico, il est cinquième de la cinquième étape, ce qui l'amène à figurer dans les premiers du classement général. À l'issue du contre-la-montre final, il est quatrième du classement final remporté par Alberto Contador. Enchaînant avec le Critérium international dont il est favori, Péraud est quatrième après le contre-la-montre. Le lendemain, il remporte le classement général de la course, sa première victoire sur une course par étapes, en se classant deuxième au col de l'Ospedale derrière Mathias Frank, qu'il devance d'une seconde.
Il participe au Tour de France 2014, où il se distingue notamment par deux quatrièmes places lors des 17e et 18e étapes, où il est le seul à pouvoir suivre Vincenzo Nibali dans ses attaques. Il monte à la troisième place du classement général après la 18e étape derrière Vincenzo Nibali et Thibaut Pinot et juste devant Alejandro Valverde. Lors de l'avant-dernière étape contre-la-montre, il réalise un temps lui permettant de grimper à la deuxième place du classement général, place qu'il conservera à l'issue de la dernière étape malgré une chute lors de celle-ci. Il devient ainsi le premier Français à atteindre une telle place depuis Richard Virenque en 1997. Initialement présélectionné pour le contre-la-montre et la course en ligne des championnats du monde, il est retenu sur la course en ligne. En fin de saison, il obtient le titre de Vélo d'or français devant Pauline Ferrand-Prévot et le pistard François Pervis.
Son début de saison 2015 est perturbé par deux interventions chirurgicales en raison d'une blessure à la selle. En mars, il conserve son titre sur le Critérium international grâce à sa victoire sur la dernière étape au col de l'Ospedale. Il remporte le classement général avec un écart de quelques secondes d'avance sur son compatriote Thibaut Pinot. Il déclare après la course : « j'ai connu un début de saison plutôt difficile. Aujourd'hui, je devais attaquer le premier pour favoriser Alexis Vuillermoz, qui semblait mieux que moi. Mais j'ai fini en spécialiste du contre-la-montre. ». La suite de sa saison est plus compliquée, il se classe 16e du Tour du Pays basque, 31e du Tour de Romandie et du Critérium du Dauphiné, sans pouvoir rivaliser avec les meilleurs coureurs. Il abandonne les deux courses du championnat de France et envisage même de renoncer au Tour de France. Il est finalement bien sélectionné par son équipe. Il boucle son cinquième Tour de France en 61e position après avoir chuté à plusieurs reprises, notamment lors de la treizième étape.
Pour 2016, sa dernière année en tant que professionnel, il est prévu en pré-saison que Péraud participe pour la première fois au Tour d'Italie mais ne s'aligne ni au Tour de France ni au Tour d'Espagne. Il doit être présent au Giro en compagnie du chef de file de l'équipe des saisons précédentes, Domenico Pozzovivo. Péraud souhaite également disputer les Jeux olympiques. Il aborde cette saison en n'étant pas « reconstruit psychologiquement » selon son entraîneur Mickaël Bouget. Neuvième du Tour du Trentin, il vise une place dans les 10 premiers du Giro qu'il dit commencer toutefois sans « repères ». Présent effectivement sur ce Giro avec Pozzovivo, Péraud chute au cours de la troisième étape disputée entre Nimègue et Arnhem aux Pays-Bas. Touché à la face, il quitte ce Tour d'Italie dans une ambulance. Un temps inconscient, le diagnostic médical met en évidence un traumatisme crânien et un traumatisme facial. En juillet, il n'est pas sélectionné pour le Tour de France qu'il déclare n'avoir « jamais eu envie » de faire, mais il envisage de participer au Tour d'Espagne. La Vuelta 2016 est sa dernière course chez les professionnels. Il prend la 13e place et met un terme à sa carrière.

### Reconversion
Après avoir été candidat au poste de sélectionneur de l'équipe de France masculine sur route, il est finalement désigné en juin 2017 co-sélectionneur avec Cyrille Guimard. Il décline la proposition, jugeant que cela « serait difficile de travailler avec Guimard » en raison de « caractères complètement opposés ».
En novembre 2017 il est nommé manageur chargé de la lutte contre la fraude technologique au sein de l'Union cycliste internationale. À la suite de la pandémie de Covid-19 et de la baisse des revenus de l'UCI consécutive à l'arrêt des compétitions, l'UCI met fin à sa mission le 30 juin 2020.
En 2018, il commente sur France Télévisions les épreuves de VTT des championnats sportifs européens avec Pierre-Étienne Léonard.

## Style
Jean-Christophe Péraud est un coureur cycliste issu du VTT et qui passe professionnel en cyclisme sur route à l'âge tardif de 32 ans. Sa maîtrise du VTT lui amène un avantage dans le contre-la-montre. Ces deux disciplines sont en effet relativement similaires au niveau de l'intensité physique à fournir pour y être performant. Il est également à l'aise dans les ascensions. À l'inverse, le VTT ne se déroulant pas en peloton et les stratégies d'équipes y étant moins présentes, Péraud a dû s'y adapter au moment de son passage en professionnel.
En 2014, Julien Jurdie, directeur sportif de Jean-Christophe Péraud au sein de l'équipe AG2R La Mondiale, le classe comme étant un coureur complet, d'abord rouleur, mais également capable de suivre en montagne les meilleurs grimpeurs. En course, lors des courses disputées en montagne, il est classé comme « suiveur », un coureur figurant parmi les meilleurs en montée mais qui n'est pas offensif. Péraud justifie cette attitude par le système de points de l'UCI World Tour qui valorise les coureurs obtenant des places d'honneur lors des classements généraux des courses par étapes comparativement aux victoires d'étapes.
Péraud est reconnu comme étant « distrait », « étourdi ». Sa carrière sur route est émaillée de nombreuses chutes que ce soit dans des courses en peloton ou en contre-la-montre. Sa maladresse ou des fautes d'inattention sont avancées comme causes de plusieurs de ses chutes.

## Palmarès en VTT cross-country
- 2000
  - Vainqueur de la Transmaurienne
- 2003

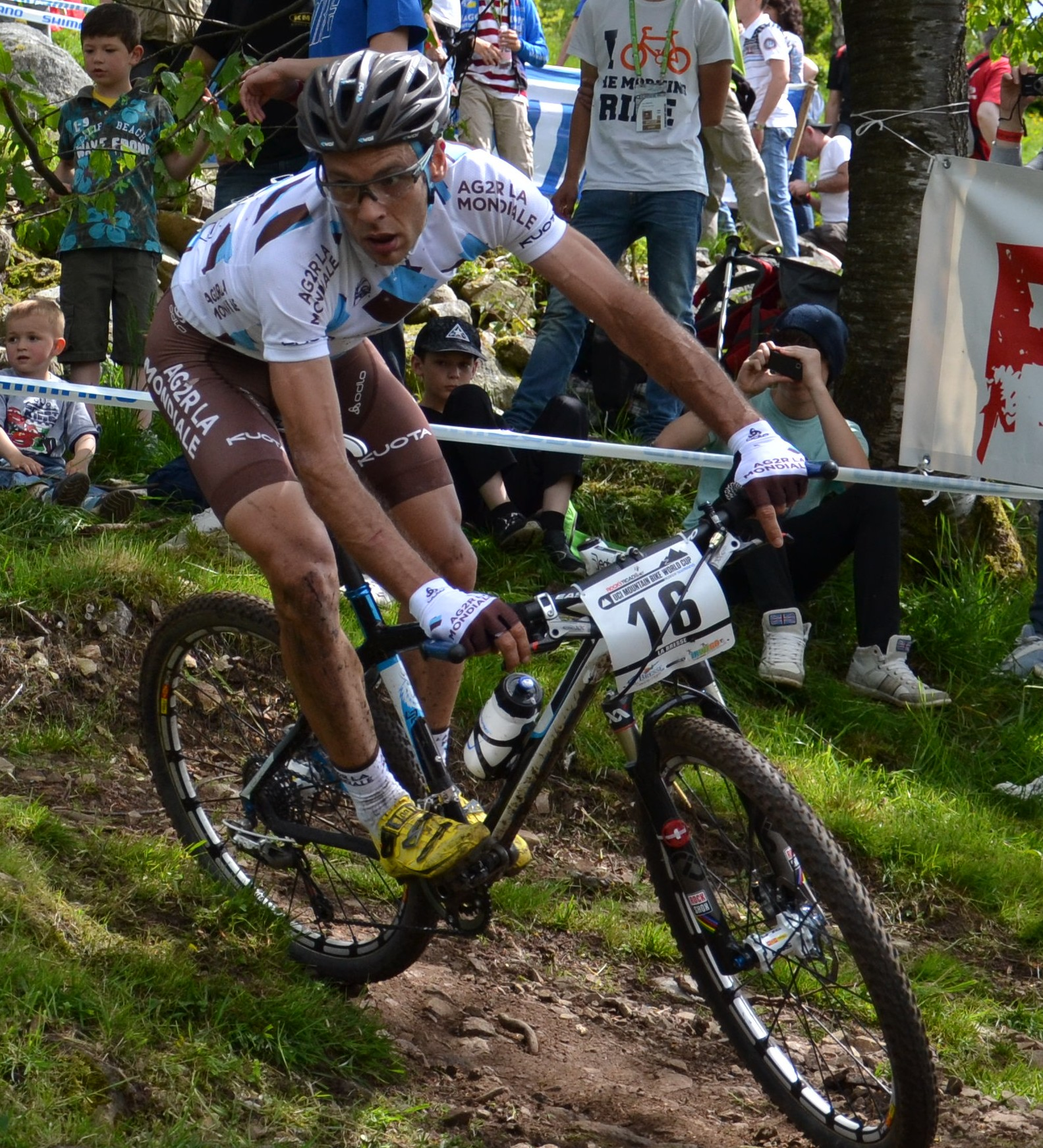
Jean-Christophe Péraud lors de la 4e manche de la Coupe du monde de VTT 2012 à La Bresse.

  -  Champion de France de VTT marathon
  - Roc d'Azur
- 2004
  - 3e de la Coupe du monde
- 2005
  -  Champion d'Europe de cross-country
  - 2e du championnat de France de VTT
  - 3e de la première manche de Coupe du monde
- 2007
  - Roc d'Azur
  - 3e du championnat de France de VTT
- 2008
  -  Champion du monde de cross-country en relais (avec Arnaud Jouffroy, Laurence Leboucher et Alexis Vuillermoz)
  -  Champion d'Europe de cross-country en relais (avec Arnaud Jouffroy, Laurence Leboucher et Alexis Vuillermoz)
  -  Vice-champion olympique
  - 2e du championnat de France de VTT
  - 3e de la troisième manche de Coupe du monde
- 2009
  - 3e de la deuxième manche de Coupe du monde

## Palmarès et résultats sur route

### Carrière amateur
| - 1998 - Boucles du Vaurais - Mas-Grenier-Montauban - 2000 - Primevère Montoise - 2001 - 4e étape du Circuit de Saône-et-Loire - 2002 - L'Ardéchoise - 3ea (contre-la-montre) et 6e étapes du Tour de Nouvelle-Calédonie - 2e du Prix de la Saint-Laurent - 2003 - 2e du Tour Nivernais Morvan - 2004 - 3e de la Polymultipliée lyonnaise - 2005 - Tour du Chablais : - Classement général - 1re étape - 3e du Tour du Charolais - 2006 - Boucles du Sud Ardèche - Ronde du Haut-Mâconnais - 4e étape du Tour Nivernais Morvan - 3e du Grand Prix d'Antibes | - 2007 - Circuit des Communes de la Vallée du Bédat - 4e étape du Circuit de Saône-et-Loire - 3e du Circuit de Saône-et-Loire - 3e du Grand Prix de Saint-Symphorien-sur-Coise - 3e du Grand Prix de Villapourçon - 2008 - Champion de France amateurs sur route - 2e étape de la Transversale des As de l'Ain - 2e étape du Tour du Pays Roannais (contre-la-montre) - Grand Prix de Cours-la-Ville - 2009 - Champion de France du contre-la-montre - Chrono d'Or - Circuit de l'Auxois - 2e du Chrono des Nations-Les Herbiers-Vendée - 10e du championnat du monde du contre-la-montre |  |

### Carrière professionnelle
| - 2010 - 4e du Tour du Pays basque - 8e de Paris-Nice - 2011 - 2e du Tour méditerranéen - 6e de Paris-Nice - 7e du Critérium du Dauphiné - 7e du Tour de Pékin - 9e du Tour de France, - 2012 - 7e du Tour du Pays basque - 2013 - 4e étape du Tour méditerranéen - 2e du Tour méditerranéen - 3e de Paris-Nice - 6e du Tour de Romandie | - 2014 - 5e étape du Tour méditerranéen - Classement général du Critérium international - 2e du Tour méditerranéen - 2e du Tour de France - 3e du Tour du Pays basque - 4e de Tirreno-Adriatico - 2015 - Critérium international : - Classement général - 3e étape |  |

### Résultats sur les grands tours

#### Tour de France
5 participations
- 2011 : 9e[11],[12]
- 2012 : 44e
- 2013 : abandon (17e étape)
- 2014 : 2e
- 2015 : 61e

#### Tour d'Espagne
2 participations
- 2010 : 39e
- 2016 : 13e

#### Tour d'Italie
1 participation
- 2016 : abandon (3e étape)

### Classements mondiaux
| Année                  | 2009 | 2010 | 2011 | 2012 | 2013 | 2014 | 2015 | 2016 |
| ---------------------- | ---- | ---- | ---- | ---- | ---- | ---- | ---- | ---- |
| Calendrier mondial UCI |      | 66e  |      |      |      |      |      |      |
| UCI World Tour         |      |      | 25e  | 89e  | 48e  | 10e  | nc   | 120e |
| UCI Europe Tour        | 542e |      |      |      |      |      |      |      |

## Distinctions
- Vélo d'or français : 2014